# کندری، اندونزی
کندری (اندونزیایی: Kendari) شهری در استان سولاوسی جنوب شرقی کشور اندونزی است. جمعیت این شهر بر اساس سرشماری سال ۱۹۹۰ میلادی، ۹۴٫۸۲۵ نفر و بر اساس سرشماری سال ۲۰۰۰ میلادی، ۱۷۴٫۷۴۲ بوده که در سال ۲۰۰۷ میلادی به ۲۶۴٫۲۲۰ نفر افزایش یافته‌است.